# Joanis Marinos
Joanis Marinos, gr. Ιωάννης Μαρίνος (ur. 20 lipca 1930 w Ermupoli) – grecki dziennikarz, od 1999 do 2004 poseł do Parlamentu Europejskiego.

## Życiorys
Absolwent studiów prawniczych na Uniwersytecie w Atenach. Pracował jako dziennikarz. Był m.in. przez około 30 lat redaktorem naczelnym ekonomicznego czasopisma "Ikonomikos Tachidromos". W 1992 został publicystą gazety "To Wima". Wchodził w skład władz wykonawczych europejskiego stowarzyszenia prasy gospodarczej.
W 1999 kandydował z powodzeniem z ramienia Nowej Demokracji do Parlamentu Europejskiego V kadencji. Należał do grupy chadeckiej, pracował m.in. w Komisji Petycji, Komisji Rybołówstwa, Komisji Gospodarczej i Walutowej. W PE zasiadał do 2004.
Przez wiele lat członek w skład zarządu Megaron Musikis (centrum koncertowego w Atenach). W 2010 powołany na kolejną kadencję.